# Westenfeld
Westenfeld este o comună din landul Turingia, Germania.